# Nils Skoglund
Nils Skoglund (Estocolmo, Suecia, 15 de agosto de 1906-ídem, 1 de enero de 1980) fue un clavadista o saltador de trampolín sueco especializado en los saltos desde la plataforma alta, donde consiguió ser subcampeón olímpico en 1920.

## Carrera deportiva

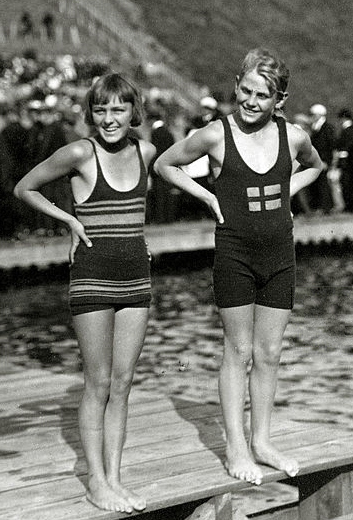
Nils Skoglund y Aileen Riggin, ambos con 14 años, en las Olimpiadas de Amberes 1920

En los Juegos Olímpicos de 1920 celebrados en Amberes (Bélgica) ganó la medalla de  en los saltos desde la plataforma alta, con una puntuación de 183.0 puntos, tras su paisano sueco Arvid Wallman (oro con 183.5 puntos) y por delante de otro compatriota sueco John Jansson (bronce con 175 puntos).